# Phegopteris aquilina
Phegopteris aquilina là một loài dương xỉ trong họ Thelypteridaceae. Loài này được Mett. ex Kuhn mô tả khoa học đầu tiên năm 1868.
Danh pháp khoa học của loài này chưa được làm sáng tỏ. 